# Radiocorriere TV
Radiocorriere TV est un recueil d'archives des éditions de la revue historique homonyme consultable en ligne.

## Description
Le moteur de recherche internet donne accès au archives de l'historique revue hebdomadaire Radiocorriere TV organe de communication de la RAI fondé en 1925 et publié jusqu'au 31 décembre 1995.
Le Radiocorriere a été republié par la Rai en 2011 sur le site de l'ufficio stampa (bureau de presse) où se trouvent les textes complets de chaque numéro : Programmes, photographies, articles de journaux, matériel inédit mis ainsi à la disposition du public.